# Monstrosity (film)
Monstrosity (ook wel bekend onder de titel The Atomic Brain) is een Amerikaanse film uit 1964, geregisseerd door Joseph V. Mascelli. De hoofdrollen werden vertolkt door Marjorie Eaton, Frank Gerstle en Frank Fowler.

## Verhaal
De film vertelt het verhaal van een oude vrouw genaamd Hetty March, die haar fortuin gebruikt om een excentrieke maar briljante geleerde, Dr. Otto Frank, over te halen haar een nieuw jong lichaam te geven. Hiervoor laat ze drie jonge vrouwen bij haar komen onder de valse belofte dat ze hen zal helpen filmsterren te worden. Ze is van plan een van de drie uit te kiezen en vervolgens haar hersens over te laten plaatsen in het lichaam van die vrouw.

## Rolverdeling
| Acteur         | Personage      |
| -------------- | -------------- |
| Marjorie Eaton | Hetty March    |
| Frank Gerstle  | Dr. Otto Frank |
| Frank Fowler   | Victor         |
| Erika Peters   | Nina Rhodes    |
| Judy Bamber    | Bea Mullins    |
| Lisa Lang      | Anita Gonzalez |

## Achtergrond
De film werd onder zijn alternatieve titel bespot in de cultserie Mystery Science Theater 3000 gedurende het vijfde seizoen.
De film bevindt zich tegenwoordig in het publiek domein.